# Nicholas Owen
Nicholas Owen (även kallad "Little John" eller ibland felaktigt benämnd som "John Owen"), född cirka 1550, död antingen 2 mars eller 12 november 1606, var en engelsk jesuitisk lekbroder. Det är inte mycket man vet om hans barndom, men det som antas är att han föddes i en from katolsk familj i Oxford. Owen ska sedan ha blivit snickare till yrket och byggt åtskilliga prästgömmor för katolska familjer under 30 års tid (katolicismen var inte en uppskattad religionstro i England vid den tiden). Han kallade sig för "Little John" eftersom han inte var mycket längre än en dvärg och han led även av bråck. Trots detta arbetade Owen hårt och han arbetade alltid ensam om kvällarna, för att undvika att bli sviken och/eller förrådd.
Owen arbetade under många år för fader Henry Garnet och han antogs av jesuitorden som en lekbroder. Han arresterades för första gången antingen 1582 eller 1583 och igen 1594. Han släpptes dock båda gångerna och fortsatte därefter med sitt arbete. Owen tros vara hjärnan bakom John Gerards flykt från Towern den 4 oktober 1597. Efter att krutkonspirationen hade misslyckats år 1605 misstänktes flera jesuiter ligga bakom det tilltänkta sprängdådet. Owen arresterades en sista gång vid Hendlip House i Worcestershire. Han togs först till Marshalsea för att sedan flyttas till Towern. Under sin vistelse där blev han utsatt för tortyr flera gånger och han dog av sviterna av detta någon gång under 1606 (förmodligen antingen den 2 mars eller den 12 november). Owen helgonförklarades som en av Englands och Wales fyrtio martyrer den 25 oktober 1970 av påven Paulus VI.